# Caddo (språk)
Caddo (eget namna: Hasinai) är ett utdöende caddospråk som talas i Oklahoma av caddofolket. Språket har inga kända dialekter och dess närmaste släktspråk är bl.a. wichita och arikara. År 2008 uppskattades språket att ha mindre än 25 talare varav största delen är gamla. Det andra språket som talas av caddotalare är engelska.
År 2022 började Caddoreservation ett projekt som syftar till att revitalisera språket genom att spela in talad caddo och planera språkundervisning. Språket har inte en skriftlig standard.

## Fonologi

### Konsonanter
|             |             | Bilabial | Alveolar | Palatal | Velar | Glottal |
| ----------- | ----------- | -------- | -------- | ------- | ----- | ------- |
| Nasal       | Nasal       | m        | n        |         |       |         |
| Klusil      | Norm.       | p \| b   | t \| d   |         | k     | ʔ       |
| Klusil      | Ejek.       |          | tʼ       |         | kʼ    |         |
| Affrikat    | Norm.       |          | ts       | tʃ      |       |         |
| Affrikat    | Ejek.       |          | tsʼ      | tʃʼ     |       |         |
| Frikativ    | Frikativ    |          | s        | ʃ       |       |         |
| Approximant | Approximant |          |          | j       | w     |         |

Källa:

### Vokaler
|        | Främre | Central | Bakre |
| ------ | ------ | ------- | ----- |
| Sluten | i      |         | u     |
| Öppen  |        | a       |       |

Alla vokaler kan realiseras som både korta och långa. 
Källa: